# Ramsay MacDonald
James Ramsay MacDonald (12. oktober 1866 – 9. november 1937) var en skotsk politiker, som i tre perioder var Storbritanniens premierminister. Han var den første premierminister fra arbejderpartiet Labour. Hans første periode på premierministerposten varede under et år, fra 22. januar til 4. november 1924. Den anden periode begyndte 5. juni 1929 og endte, da MacDonald trådte tilbage 24. august 1931. Han blev dog genudnævnt samme dag, denne gang som leder af en national samlingsregering. Denne tredje og sidste periode på posten varede indtil 7. juni 1935.
MacDonald blev efter både sin første og sidste periode afløst af konservative Stanley Baldwin, som MacDonald også selv havde efterfulgt i både sin første og anden periode.
MacDonald havde en række høje poster i sit parti. Således var han formand for Labours bestyrelse (formand for Labours årlige kongres) i 1923-24.